# Álvaro Gaxiola Robles
Álvaro Gaxiola Robles   (Guadalajara, 26 de gener de 1937 - Guadalajara, 18 d'agost de 2003) fou un saltador mexicà que va competir durant les dècades de 1950 i 1960. Era germà del nedador Alejandro Gaxiola.
Durant la seva carrera esportiva va prendre part en tres edicions dels Jocs Olímpics d'Estiu, el 1960, 1964 i 1968. En el seu palmarès destaca una medalla de plata en la prova de palanca de 10 metres del programa de salts el 1968, a Ciutat de Mèxic i una quarta posició en la de trampolí de 3 metres el 1960.
En el seu palmarès també destaquen una medalla de plata i una de bronze als Jocs Panamericans de 1959 i 1963 i una d'or, una de plata i una de bronze als Jocs Centreamericans i del Carib de 1954 i 1962.
Estudià enginyeria civil a la Universitat de Michigan. Morí de càncer el 2003.